# سفارت فرانسه در دوبلین
سفارت فرانسه در دوبلین (به لاتین: Embassy of France) یک سفارت در جمهوری ایرلند است که در دوبلین واقع شده‌است.